# Antonio Bidón Villar
Antonio Bidón Villar (Sevilla, 1888-1962) fue un escultor especializado en la creación de imaginería religiosa para la zona occidental de Andalucía.

## Biografía
Nació en Sevilla el 21 de septiembre de 1988 y desarrolló su formación en la Escuela de Artes y Oficios de la misma ciudad, donde tuvo por profesores a José García Ramos o José Ordóñez. Bajo la dirección de Aníbal González realizaría trabajos de cara a la Exposición Iberoamericana de 1929. Falleció en Sevilla el 10 de marzo de 1962.

## Obra
- Estatuas de Juan Sebastián Elcano y Francisco Pizarro. Plaza de los Descubridores. Sevilla. 1929.
- Evangelistas del paso del Cristo de la Buena Muerte. Hermandad de los Estudiantes. Capilla de la Universidad. Sevilla. 1931.
- Virgen de los Dolores. Hermandad del Nazareno. Parroquia de San Pedro. Cartaya.[1]
- Apostolado. Hermandad de la Sagrada Cena. Puente Genil. 1938. Originalmente fue creado para la Hermandad de la Cena de Sevilla.
- Virgen del Rosario. Parroquia de Nuestra Señora de la Asunción. Zalamea la Real. 1940.
- Santísimo Cristo De La Sangre. Real Hermandad De Penitencia. Iglesia de Nuestra Señora de la Asunción. Zalamea La Real. 1939
- Nuestra Señora De La Soledad. Real Hermandad De Penitencia . Parroquia de Nuestra Señora De La Asunción . Zalamea La Real 1940
- Inmaculada. Parroquia de Santa María de Gracia. Calañas. 1940.
- Santa Ana con la Virgen Niña. Parroquia de Nuestra Señora de Gracia. Alosno. 1942.[2]
- Virgen del Carmen. Parroquia de San Marcos. Alájar. 1948.
- Jesús Cautivo. Parroquia de San Pedro. Huelva. 1951.
- Virgen de la Concepción. Hermandad de la Trinidad. Basílica de María Auxiliadora. Sevilla. 1958.
- Dolorosa. Parroquia del Sagrado Corazón de Jesús. Bezana. Fue creada para la Hermandad de los Estudiantes de Sevilla.
- Virgen Niña con Santa Ana. Parroquia de Nuestra Señora de Gracia. Alosno.